# Книга пророка Єзекіїля
Книга пророка Єзекіїля (Книга Пророка Єзекиїла) — книга, що входить до складу Старого Завіту (відноситься до так званих великих пророків). Традиційно автором книги визнається пророк Єзекіїль.

## Історичні тексти

### Єврейська традиція
За твердженням багатьох коментаторів, єврейський текст книги пророка Єзекіїля — один з тих текстів, які найгірше збереглись. Книга пророка Єзекіїля поступається в цьому відношенні тільки книгам Самуїла. Зіпсутість тексту в ряді випадків пояснюється суперечливим ставленням до книги і до окремих її частин у раввіністичній традиції. Дослідники відзначають особливо багато пошкоджень тексту в главах 1, 7, 21, 28, 40-42. Деякі автори пояснюють причину поганого збереження тексту цих глав тим, що він містить важкі для розуміння описи, що негативно позначається на їх передачі в інших місцях.
Серед знайдених у Кумрані рукописів є фрагменти імовірно шести сувоїв Книги пророка Єзекіїля. Це наступні документи: 1Q9 (1QEzek), 3Q1 (3QEzek), 4Q73 (4QEzeka), 4Q74 (4QEzekb), 4Q75 (4QEzekc), 11Q4 (11QEzek), Mas 1d (MasEzek). Вони містять матеріал 76 віршів книги: 1:10-13, 16-17?, 19-24 (4Q74); 4:16-5:1 (1Q9); 5: 11-17 (11Q4); 7:9 −12 (11Q4); 10:6-11:11 (4Q73, 11Q4); 16:13-33 (3Q1); 23:14-15, 17-18, 44-47 (4Q73); 24:2-3 (4Q75); 41:3-6 (4Q73); 44: 3-5 (11Q4). Текст 1QEzek (частини Єз. 4:16-5:1), ймовірно, є не фрагментом сувою книги, а фрагментом цитати з цієї книги, використаної в якомусь іншому творі. Більшість фрагментів Книги пророка Єзекіїля в Кумрані палеографічно датуються I ст. до н. е. В цілому, за деякими винятками, кумранські фрагменти відповідають масоретському тексту Книги пророка Єзекіїля і не містять важливих для історії тексту різночитань.
В ході другого сезону розкопок в Масаді, що проводилися під керівництвом Й. Ядіна в 1963—1965 рр., під підлогою стародавньої синагоги були виявлені фрагменти сувою книги пророка Єзекіїля за обсягом, що перевищує всі кумранські фрагменти цієї книги. В остаточній публікації представлений документ Mas1d (MasEzek), що містить фрагмент з Єз. 35:11-38:14. Текстологічний аналіз, представлений у цьому виданні Ш. Талмоном, виявив певну кількість незначних орфографічних і текстуальних розбіжностей із середньовічними рукописами масоретського тексту.
У четвертій кумранській печері виявлено фрагменти декількох версій тексту, який отримав назву Псевдо-Єзекіїль (найдавніша датується другою половиною II ст. до н. е.). Цей псевдоепіграфічний твір, мабуть, сприймався як книга, написана самим пророком Єзекіїлем. Книга належить до жанру «переписана Біблія», який набув широкого поширення в міжзавітній літературі. В цьому творі широко використовується масоретський текст книги, в основному — видіння з книги пророка Єзекіїля, вставлені в оповідну рамку розповіді пророка Єзекіїля від першої особи. Деяким видінням передують питання Єзекіїля, звернені до Господа. Таким чином видіння розуміються як відповіді на ці питання. За видіннями слідують їх тлумачення, представлені як мова Господа, звернена до пророка. Псевдо-Єзекіїль, будучи прикладом розвитку писемної традиції, пов'язаної з постаттю пророка Єзекіїля, розглядається також і як свідчення присутності в Кумрані староєврейського тексту книги пророка Єзекіїля.

### Таргум
Крім численних доповнень, характерних в цілому для текстів таргумів, арамейський переклад книги пророка Єзекіїля (Таргум Йонатана) характеризується великою кількістю гармонізацій і перекладів інтерпретаційного характеру. Арамейський переклад відображає загальноприйнятий масоретський текст книги Єзекіїля, цінність його для реконструкції первісного тексту невелика. У деяких випадках таргум дозволяє обґрунтувати вибір того чи іншого прочитання, нерідко текст збігається з Септуагінтою, Пешітою або Вульгатою.

### Грецькі переклади
Текст грецького перекладу книги пророка Єзекіїля представлений найдавнішими кодексами Септуагінти (Ватиканським, Александрійським і Синайським), між якими в межах книги Єзекіїля немає значних різночитань, а також безліччю пізніших рукописів і деякими древніми папірусами. Особливий інтерес представляє папірус 967 (II—III ст. н. е.) з текстом грецького перекладу. Деякі його прочитання відрізняються від відомих раніше варіантів грецького тексту книги пророка Єзекіїля. Текст папіруса містить Єз. 11:25-48:35 з невеликими пропусками. Серед прочитань папірусу 967 особливий інтерес викликало відсутність двох пасажів, Єз. 12:26-28 і 36:23b-38, що мають ознаки цілісних текстів; на думку більшості дослідників, їх відсутність пояснюється однотипними помилками переписувача цього папірусного кодексу. Враховуючи датування папірусу 967 і характер його читань, дослідники висловили припущення, що в ньому зберігся текст, найбільш близький до найдавнішої форми грецького тексту книги.
Велике значення при реконструкції первісного тексту книги Єзекіїля автори XIX — початку XX ст. надавали грецьким перекладам. Результати аналізу грецького тексту книги демонструють в одних випадках перевагу грецького тексту над масоретським (близько 220 місць), в інших — перевагу масоретського тексту над грецьким (близько 300 місць).
Непослідовна передача в грецькому тексті книги пророка Єзекіїля імен, формул і окремих слів дала підстави дослідникам припустити, що переклад належить кільком авторам. Згідно з думкою Таккера, один перекладач працював з главами 1-27 і 40-48, інший — з главами 28-39, про що, зокрема, свідчать різні варіанти назви міста Тир. Аналіз передачі імен Бога, а також деяких інших елементів староєврейського тексту привів Н. Тернера й інших до висновку про те, що глави 40-48 належать перу третього перекладача. Публікації папірусу 967 не підтвердили цих припущень: у цьому варіанті грецького тексту спостерігається така різноманітність у передачі імен Бога, що його неможливо пояснити роботою різних перекладачів.
Досить значна кількість місць, де текст Септуагінти являє собою переконливіше читання, ніж відповідний древньоєврейський текст. Текст Септуагінти є більш коротким через відсутність перекладу пасажу Єз. 3:1; 15:2; 28:12, який розглядається як вторинна вставка. Замість імовірно спотвореного елемента масоретського тексту в Септуагінті є переклад правильного тексту: Єз. 26:17; 30:18; 38:9. У ряді випадків Септуагінта відкрито передає імпліцитний зміст староєврейського тексту, наприклад Єз 7. 17: «їх коліна будуть мокрими від сечі» (буквальний переклад староєврейського тексту: «їх коліна зійдуть водою»).

### Слов'янська традиція
Книга пророка Єзекіїля перекладалась на старослов'янську мову двічі, обидва переклади відносяться до найдавнішого періоду слов'янської писемності (IX—X ст.). Перший раз був здійснений переклад частини тексту в обсязі Паремийника і в його складі (5 читань). Дослідники відносять його до Кирило-Мефодіївського періоду (863—885 рр.) або в часи після смерті архієпископа Мефодія. Другий переклад книги з тлумаченнями увійшов до складу збірника 16 книг Тямущих пророків, який в літературі пов'язують з Болгарією і відносять до часу царя Симеона (893—927 рр., царював з 913 р.). Цей переклад був широко поширення, особливо на Русі, де згадується принаймні з 1047 р., представлений десятками списків XIV—XVIII ст., У тому числі найдавнішим болгарським третій чверті. XIV ст. (РНБ. FI 461), покладеним в основу видання (Книга на пророка Езекіїл з т'лкованія / Вид. Підгот. Від Л. Тасєв, М. Йовчева. Софія, 2003 [= Староб'лгарскіят превод на Старий Завіт / Під спілкуватись редакція і св'еденіе від С . Ніколова. Т. 2]). В кін. XV ст. цей переклад був включений до складу Геннадієвській Біблії і надалі послужив основою всіх друкованих видань Біблії, починаючи з Острозького 1581

## Канонічність книги
Ряд раввіністичних текстів свідчить про те, що канонічний статус книги піддавався сумніву. Підставу для таких сумнівів давали глави 1 і 8, що містили видіння божественного трону (разом з Бут. 1 ці тексти вважалися містичними, знайомство з ними для звичайної людини могло стати згубним); глава 16, що містить образи Єрусалиму як блудниці; текст глав 40-48 про храм і богослужіння, суперечить приписам законів П'ятикнижжя.
Як свідчить вавилонський Талмуд, рабини прагнули заборонити книгу пророка Єзекіїля на тій підставі, що читання Єз. 1 небезпечне, проте Хананія бен Хезекія відкинув цю заборону. У Талмуді названа ще одна причина, згідно з якою пропонувалося виключити книгу з канону: вона суперечить законам П'ятикнижжя.
У Мішні заборонено включати Єз. 1 і 16 в традицію гафтарот — уривки з пророків, які читаються в суботу після уривка з П'ятикнижжя. Реальна практика синагог свідчить, що ця заборона не дотримувалась.
Кумранські знахідки свідчать про шанування книги пророка Єзекіїля: серед рукописів Мертвого моря є фрагменти 7 сувоїв цієї книги (для порівняння: книги Єремії — 6, книги Даниїла — 8 фрагментів); крім того, багато дослідників зазначають, що книга мала дуже велике значення для екзегези, часто цитувалась і коментувалась в кумранських документах.
Положення книги пророка Єзекіїля в каноні після книги пророка Єремії не у всіх середньовічних єврейських кодексах Писань однакове; існувала інша традиція, яка поміщала книгу Єзекіїля після книги Єремії і перед книгою пророка Ісаї. В основі цього «зворотного» в хронологічному відношенні порядку лежали змістовні моменти: «Книга Єремії — вся приреченість, книга Єзекіїля починається з приреченості, а закінчується розрадою, книга Ісаї — вся утіха».

## Авторство
Книга пророка Єзекіїля залишається практично єдиним (крім коротких відомостей у Йосипа Флавія) джерелом про події життя пророка. Згадки про Єзекіїля в книзі «Мудрість Ісуса, сина Сіраха» (49:8), 4-й Маккавейській книгах (18:17) свідчать лише про знайомство їх авторів з книгою. Згідно з Єз. 1:3 пророк Єзекіїль був сином жерця Бузі, про якого нічого не відомо з інших джерел. Іноді роблять висновок, що Єзекіїль належав до жрецького клану Садока (Єз. 40:46), але явних вказівок на це немає. Єзекіїль був серед тих, хто покинули Єрусалим разом з царем Седекією у 597г. до н. е. Він був виведений у вавилонський полон та, ймовірно, знаходився у вигнанні до моменту зруйнування Єрусалиму Навуходоносором у 587/6 р. (Єз. 33. 21).
Єзекіїль виголошував пророцтва про Ізраїль, Єрусалим та про деякі інші народи. Зазвичай одкровення він отримував через видіння (Єз. 1:1; 3:23; 8:2, 4; 10:1; 11:1; 37:1-14; 40:2). Як і Єремія, Єзекіїль вдавався до так званих символічних дій, які передавали зміст його пророцтв (Єз. 3:22-27; 4-5; 6:11-12; 12:1-16, 17-20; 21:11-29 ; 24:15-24; 37:15-28). З текстів книги зрозуміло, що серед залишених у Вавилоні юдеїв Єзекіїль був визнаний пророком (Єз. 8:1; 14:1, 3; 20:1); народ приходив до нього, щоб почути, «слово, яке виходить від Господа» (Єз. 33. 30).
Згідно з раввіністичною традицією, книгу пророка Єзекіїля склали мужі Великих Зборів. Їм же приписується і створення сувою 12 (Малих) пророків, Даниїла та Естер.
У біблійній критиці XIX ст. багато хто з дослідників визнавали традиційне авторство книги Єзекіїля. На початку XX століття набули поширення думки, згідно з якими Єзекіїль є автором лише низки поетичних текстів, але книга завершена іншими авторами або редакторами. Так, Г. Хельшер вважав, що Єзекіїль був виключно «пророком загибелі» і що всі пророцтва про порятунок, що містяться в книзі, а також опис храму в розділах 40-48 були створені в пізніший період. Серед дослідників, які в цілому підтримували ідею авторства Єзекіїля, належність йому окремих розділів книги піддавалася сумніву, наприклад глав 38-39.

## Датування книги
У книзі пророка Єзекіїля міститься 15 відносних вказівок на час описуваних подій. Ключем до тлумачення цих датувань є найпевніша з них у Єз. 1:2 («п'ятий рік полону царя Єгоякима»), що відзначає, цілком ймовірно, початок пророчого служіння Єзекіїля, його перше видіння. Оскільки вказівки на час подій у книзі утворюють досить послідовну хронологічну систему, ці відносні датування можна співвіднести з абсолютними, що відповідають рівню сучасних історичних знань. Прийнято вважати, що полонення юдейського царя Йоакима відбулося в 597г. до н. е., таким чином подія Єз. 1:2 припадає на 593 або 592 р. Найпізніше з датувань, що утворюють послідовну систему, відзначене в Єз. 40:1 («двадцять п'ятого року нашого вигнання»), що відповідає 573 р. до н. е. Це дата останнього з видінь Єзекіїля, завершення його пророчої діяльності. У Єз. 29. 17 («двадцять сьомого року»), за припущенням Л. Боадта, згадана дата «нового слова» про Тир, яке Єзекіїль отримав пізніше, тим самим доповнивши пророцтво про Тир в Єз.  26:7-14. У тлумаченні дати в Єз. 1:1 («І сталося тридцятого року») серед коментаторів немає єдності. Якщо припустити, що вона, як і інші дати в книзі, пов'язана з моментом полонення Йоакима, то це буде 567 р. — можлива дата завершення всієї книги. Поширенішою є точка зору, що цифра «тридцять» пов'язана з відліком за іншим принципом (можливо, вік Єзекіїля на момент першого видіння або 30 років після покликання Єзекіїля у пророки, а також інші припущення).
Більшість дослідників сходяться на думці, що книга завершена або в VI ст. до н. е. або трохи пізніше. Висловлювалися припущення про створення цієї книги в перський і навіть в елліністичний періоди. Боадт прийшов до висновку, що книга пророка завершена задовго до указу Кіра II 539 р., так як очевидно, що храм та його інституції, описані в книзі, ще не відновлювалися; в книзі Єзекіїля відсутні пророцтва про загибель Вавилону чи прокляття Вавилону.
Єдність книги пророка Єзекіїля в біблеїстиці початку XXI століття не викликає сумніву, тому питання про час виникнення книги зазвичай не ускладнюється з'ясуванням датувань декількох шарів. У мовному відношенні в книзі немає великої кількості ознак так званої пізньої староєврейської мови. Велику кількість слів та зворотів мови, відсутніх в інших книгах Старого Завіту, можна пояснити як індивідуальним стилем автора, так і приналежністю його до жрецької школи, яка з невідомих причин не проявила себе в книгах більш ранніх пророків.
М. Рукер в книзі про мову книги Єзекіїля не робить певних висновків про час створення книги, але відзначає, що в цій книзі можна знайти 37 граматичних та лексичних рис пізньої біблійної староєврейської мови, з них 15 обумовлені арамейським впливом. У цілому така картина може відображати як ситуацію вавилонського вигнання, так і перського періоду.